# Kalle Anka som skogvaktare
Kalle Anka som skogvaktare (engelska: Old Sequoia) är en amerikansk animerad kortfilm med Kalle Anka från 1945.

## Handling
Kalle Anka jobbar som skogvaktare och har fått i uppdrag att skydda ett gammalt träd vid namn Old Sequoia från två bävrar.

## Om filmen
Filmen hade svensk premiär den 11 december 1946 på biografen Regina och ingick i kortfilmsprogrammet Kalle Anka på festhumör, tillsammans med kortfilmerna Pluto bär ut mjölken, Figaro på äventyr, Pluto på hal spis, Jan Långben som riddare och Kalle Anka målar bilen.

## Rollista
- Clarence Nash – Kalle Anka
- Billy Bletcher – Kalles chef[8]